# ترکیب‌های آلیفاتیک حلقوی

کوچک‌ترین سیکلوآلکان که سیکلوپروپان نام دارد.

به ترکیب‌های شیمیایی آلی که هم حلقه‌ای باشند و هم آلیفاتیک آلیسیکلیک گویند. این ترکیب‌ها دو یا چند حلقهٔ تمام کربنی دارند که می‌توانند دارای پیوند اشباع یا غیر اشباع باشند ولی ویژگی‌های آروماتیک ندارند. 
ساده‌ترین ترکیب آلیسیکلیک سیکلوپروپان است و از دیگر ترکیب‌های آلیسیکلیک ساده می‌توان سیکلوبوتان و سیکلوپنتان را نام برد.از سیکلوآلکان‌ها می‌توان دکالین را نام برد. همچنین نوربورنان و نوربورنا دی ان از آلکان‌های دوحلقه‌ای (بیسیکلیک) هستند.
چگونگی بسته شدن حلقه‌ها در ترکیب‌های چند حلقه‌ای ازقانون بالدوین (Baldwin's rules) می‌توان بهره جست.
در بین ترکیب‌های آلیسیکلیک پاره‌ای دارای شکل زیبا و مانند برخی شکل‌های هندسی یا اسباب‌ها هستند که از میان آن‌ها می‌توان آدامانتان، کوبان (مکعب مانند)، بسکتان (سبد مانند) نام برد.
گروه اگزالیک همیشه بیرون از ساختار حلقه دیده می‌شود . برای نمونه پیوند دوگانه مانند شکل سمت چپ خواهد بود.

## سیکلوآلکن‌ها

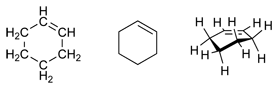
سیکلوهگزن، سیکلوآلکنی با یک پیوند دوگانه.

به ترکیب‌های تک حلقه‌ای سیکلوآلکن مانند سیکلوپروپن و سیکلوبوتن گویند.
جای پیوند دوگانه بر روی این ترکیب‌ها از قانون برد (Bredt's Rule) به دست می‌آید.